# Enyalioides sophiarothschildae
La lagartija de palo de Rothschild (Enyalioides sophiarothschildae) es una especie de lagarto de la familia Hoplocercidae endémica de la Cordillera Central de Perú.